# Vicenta Peset Almela
Vicenta Peset Almela (Borriana, la Plana Alta, 1899 - Castelló de la Plana, 1989) fou una pintora valenciana.

## Biografia
Vicenta Peset Almela va nàixer a Borriana l'any 1899. Filla d'Alberto, secretari del Jutjat d'aquella localitat, i de Dolores, era la penúltima dels cinc fills. Va aprendre a pintar al col·legi de la Consolació pels anys 1916-18 i va ser alumna del pintor Lluís Blesa, el qual organitzava tertúlies culturals on assistia Vicenta.
La seua primera exposició a Castelló va ser el 1927 organitzada per l'Ateneu amb motiu del monument a Francisco Ribalta, obra de Juan Bautista Adsuara amb ubicació a l'Ateneu d'aquesta població, al Museu Provincial i al Casino Antic. Es conserva el catàleg amb les seues obres: Retrato (oli, amb el número 147) i Huertanica (oli, amb el número 148).
Posseïa també una formació musical, tocava el piano, per la qual cosa va tenir amistat amb Abel Mus Sanahuja, violinista, fundador i director del conservatori local fins al 1934. Altres intel·lectuals del cercle d'amics de Vicenta foren el metge i escriptor Francisco Cantó Blasco, membre de la Reial Acadèmia de Medicina de València i de l'Institut Mèdic Valencià, que també va ser president de Lo Rat Penat i col·laborador de la Societat Castellonenca de Cultura. També la famosa cantant i soprano Lucrècia Bori, que va tenir relació amb la família de Vicenta, quan va intervenir en la confecció de gran part de l'aixovar d'aquesta artista.
La seua família havia fugit a França per motius ideològics durant la Guerra Civil. Quan es va casar, es va traslladar a Madrid i més tard a Barcelona, per motius professionals del seu marit, que era magistrat de l'Audiència de Barcelona, on va continuar rebent classes de pintura. A Barcelona va formar part de l'Agrupació d'Aquarel·listes de Catalunya, des del 1970 al 1985, on va exposar anualment, a més d'altres col·laboracions per al Cercle Artístic de Sant Lluc de Barcelona, i va establir el seu estudi a la Rambla de Catalunya.
Encara que no va viure de la pintura, rebia encàrrecs i va vendre algunes obres. Es va relacionar amb pintors com Ceferino Olivé o Guillem Fresquet, entre d'altres. Després quedar vídua va tornar a Castelló l'any 1984, on va morir, cinc anys més tard.

## Obra
Entre les seues obres podem destacar el Retrat d'un xiquet dormit, en format oval, que conserva la seua neboda María Dolores Peset juntament amb dibuixos de l'època d'alumna de Blesa i altres de quan va fer estudis de pintura a la ciutat de València.
Va exposar amb pintors de la talla de Joaquim Agrassot, Ignasi Pinazo, Joaquín Sorolla o Joan Baptista Porcar Ripollés, el qual va mostrar una alta valoració de l'obra pictòrica de Vicenta. Va practicar sobretot l'oli, l'aquarel·la i el dibuix, i representava diversos temes com paisatges, retrats i bodegons, quasi sempre copiats del natural amb una tècnica realista influenciada per l'impressionisme en una primera etapa i per l'estil naïf a la dècada dels 70.